# Manuel Martín Rodríguez

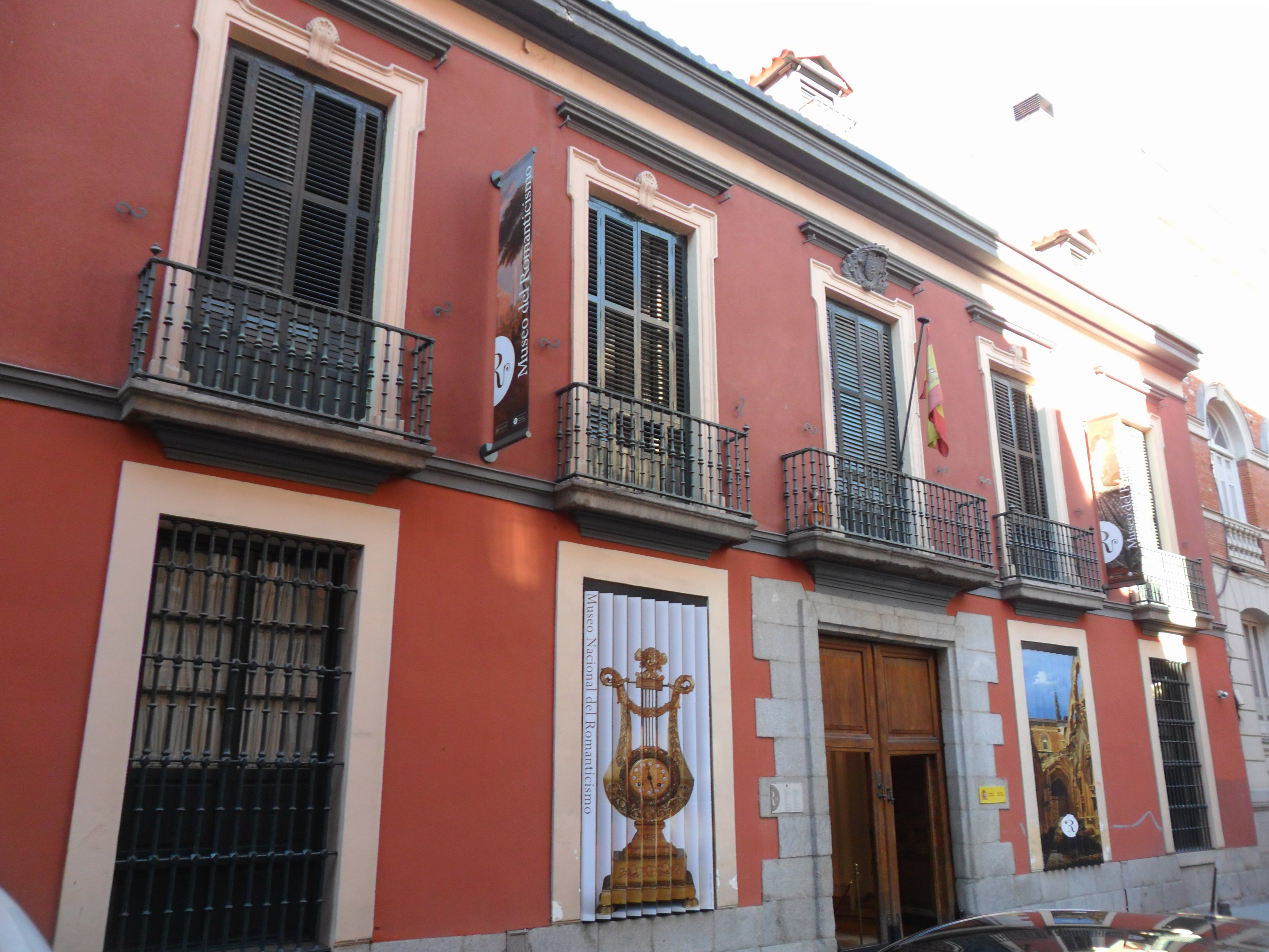
El Palacio del marqués de Matallana, actual sede del Museo Romántico (1776).

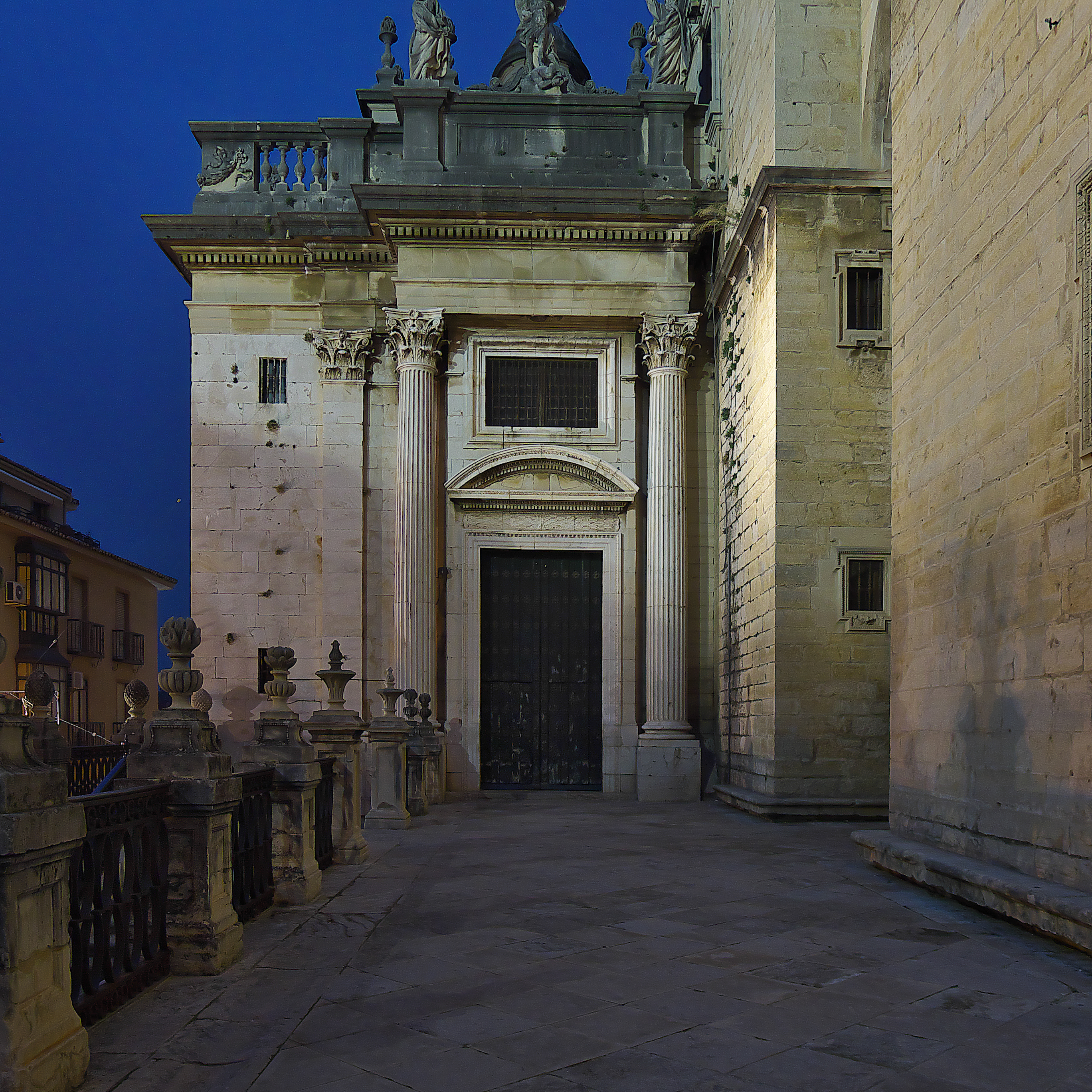
Portada de la Iglesia del Sagrario de Jaén.

Manuel Martín Rodríguez (1751 - 1823) fue un arquitecto español, sobrino y discípulo del arquitecto Ventura Rodríguez, cuya obra continuó tras su muerte en 1785. Ocupó cargos de responsabilidad en la Academia de San Fernando hasta comienzos del siglo XIX. Se caracteriza por un marcado gusto por la arquitectura neoclásica.

## Biografía
Algunos autores, basándose en muy leves evidencias, han afirmado que era hijo natural de Ventura Rodríguez, negando su relación familiar como sobrino del arquitecto y que fuera hijo legítimo de su hermana Bernardina Rodríguez y de Alfonso Martín Díez, como el propio Manuel Martín Rodríguez se declara en la documentación relativa a su boda. De todas formas el apoyo de Ventura durante la evolución de su carrera fue frecuente. 
Estudió arquitectura en la Real Academia de Bellas Artes de San Fernando de Madrid. Apareció en algunas ocasiones como Manuel Martín Díez (con los apellidos de su padre) o como Manuel Martín Pérez. Sin embargo, posteriormente firmó sus proyectos como Manuel Martín Rodríguez, nombre por el que se acabó dando a conocer. Estudió en la Academia de San Fernando con el escultor Felipe de Castro. Viajó a Roma donde aprendió los usos de la arquitectura clásica. 
Estando vacante el puesto de teniente de obras de 1781 en Madrid se presentó como opositor junto con otros arquitectos, siéndole concedido finalmente el puesto a Mateo Guill. A partir de este instante la carrera de Manuel se puso bajo la tutela de su tío, siendo el encargado de construir todo lo que él diseñaba. Cuando Ventura Rodríguez cayó enfermo, éste solicitó al ayuntamiento que Manuel le sustituyera como representante en calidad de teniente mayor, puesto ya ocupado por Mateo Guill. 
Tras la muerte de Ventura en 1785 Manuel pretendió el cargo de teniente mayor entrando en conflicto con Guill, por lo que el ayuntamiento tuvo que solicitar a la Academia apoyo para decidir. Carlos III casualmente por esta fecha decidió tener la facultad de elegir el cargo de Maestro Real de la Villa y eligió entre la terna Mateo Guill, Manuel Martín Rodríguez y Juan de Villanueva a este último. Villanueva entró con el cargo de Arquitecto Real el 27 de febrero de 1786, mientras que Manuel era teniente mayor. Manuel dimitió meses después entregando los planos de Ventura a Villanueva. Esto hizo que emprendiera una carrera en solitario con abundantes encargos. La Academia le fue concediendo cargos cada vez de más responsabilidad. No abandonó sus labores en Madrid como profesor, teniendo entre sus alumnos destacados a Juan Antonio Cuervo o Fernando Sánchez Pertejo.

## Obra
La obra de Manuel se encuentra hoy en día oculta entre las remodelaciones que se han realizado en gran parte de sus edificios. Trabajó principalmente en Madrid, viajó poco por provincias, aunque hizo proyectos que enviaba a arquitectos colaboradores de su confianza.

### Obras madrileñas
Entre las primeras obras se encuentra la casa de administración de las temporalidades de los jesuitas de Toledo, ubicada en la calle Coloreros. La casa del conde de Huerta emplazada en la calle Fuencarral, la casa en Puerta Cerrada por encargo de la Inquisición, el palacio del marqués de Matallana (en la actualidad Museo del Romanticismo), la sede de la Real Academia de Jurisprudencia y Legislación, la casa del marqués de Santa Cruz del Viso en la calle de Guillermo Rolland (desaparecida por incendio en la Revolución de 1854). Su cargo hizo que tuviera que finalizar parte de los proyectos iniciados por Ventura Rodríguez, algunos de ellos, como la instalación de la fuente de la Alcachofa, las cuatro fuentes del Paseo del Prado, así como la intervención en la fuente de Neptuno y en el Monasterio de los Mostenses. Se atribuyó a Manuel la Real Fábrica de Platería Martínez en la calle de Huertas (aunque quizás se debiera a Carlos Vargas).

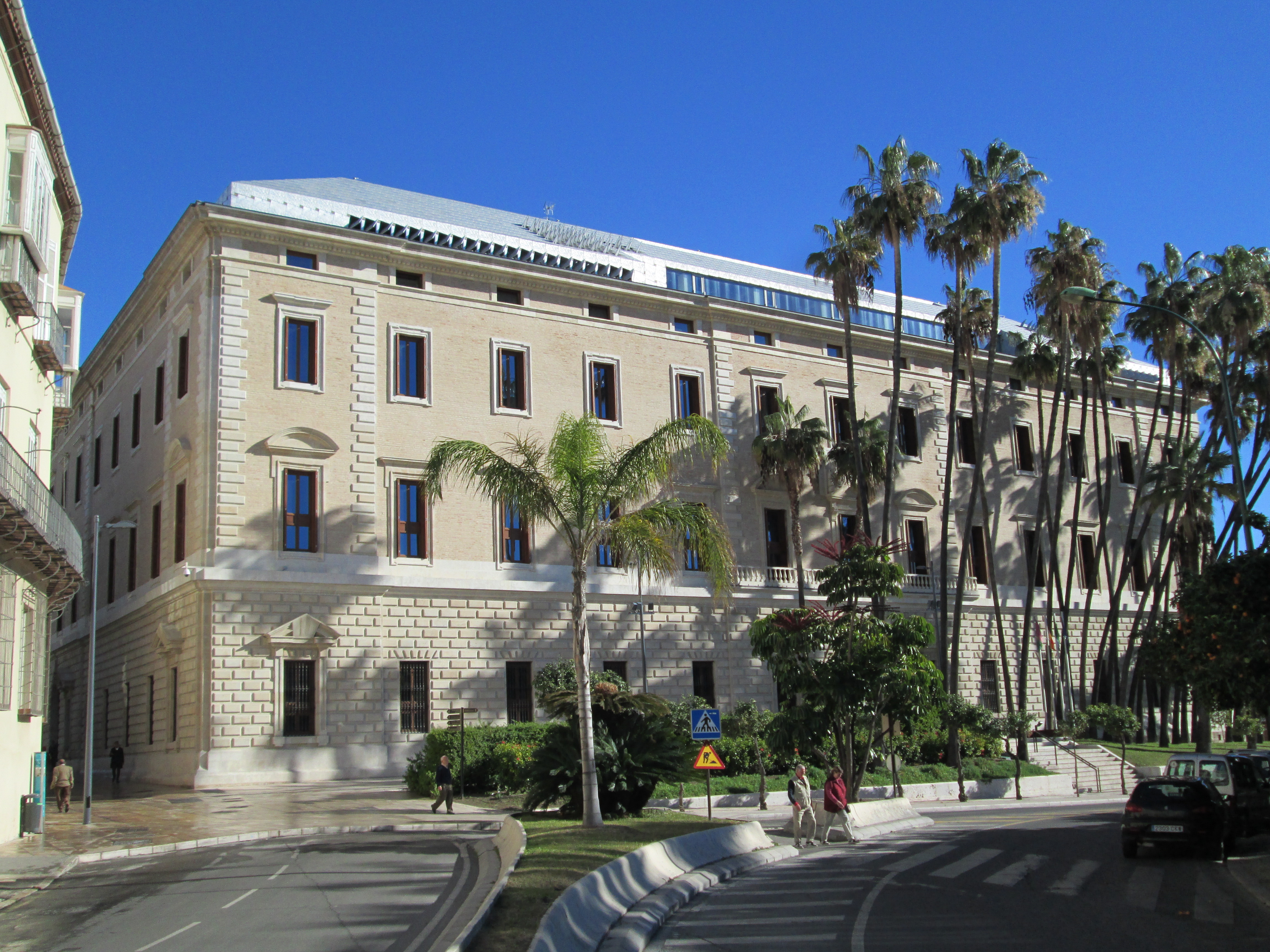
Palacio de la Aduana de Málaga, sede del Museo de Málaga

### Obras fuera de Madrid
Manuel viajó poco a provincias, pero diseñó algunos edificios que posteriormente ejecutaron otros de sus colaboradores. Cabe destacar la Aduana de Málaga y el proyecto de la Audiencia de Cáceres. En 1787 llevó a cabo el proyecto de ensanche y restauración de la iglesia de Santa María del Mercado en Cangas de Onís. También la Casa Consistorial en Cilleros (modificando los planos de Cipriano López), la Casa Consistorial de Guadalajara y proyectó en la ciudad de Zamora un conjunto de viviendas que inicialmente había concebido Pedro Castelló. El teatro de Andújar, la aduana de Salamanca, junto con Francisco Sánchez y Alfonso Regalado Rodríguez, y fue propuesto para realizar un puente en Salamanca. Fue el encargado de realizar el proyecto original del Palacio de la Aduana de Málaga.